# Pays d'Auge
Pour les articles homonymes, voir Pays d'Auge (homonymie) et Auge.
Le pays d'Auge est une région naturelle et traditionnelle de Normandie. Il est divisé principalement par les départements modernes du Calvados et de l'Orne, ainsi que par l'ouest de celui de l'Eure.
Le pays d'Auge est labellisé pays d'art et d'histoire depuis l'an 2000.

## Toponymie
Le nom du pays d'Auge est mentionné dès le IXe siècle sous la graphie Algia, forme latinisée correspondant peut-être à un dérivé d'une hypothétique racine pré-latine °alg-, qui désigne des lieux bas, humides et marécageux. Au XIe siècle, on rencontre la forme romane Alge qui deviendra par évolution régulière Auge. Ce radical pré-latin semble être également présent dans le nom de l’ancien territoire d’Augerons dans l’Eure (Algerum 1050), divisé vers le XIIe siècle en deux paroisses : Saint-Aquilin-d'Augerons et Saint-Denis-d'Augerons. Le radical °alg- pourrait représenter un élargissement d'une racine pré-indo-européenne °al- que l'on pense retrouver dans le nom de l’Algot (Alegot 1108), affluent rive droite de la Vie à Saint-Loup-de-Fribois.
Le gentilé du pays d'Auge est Augeron (féminin Augeronne), son parler est l'augeron.

## Géographie

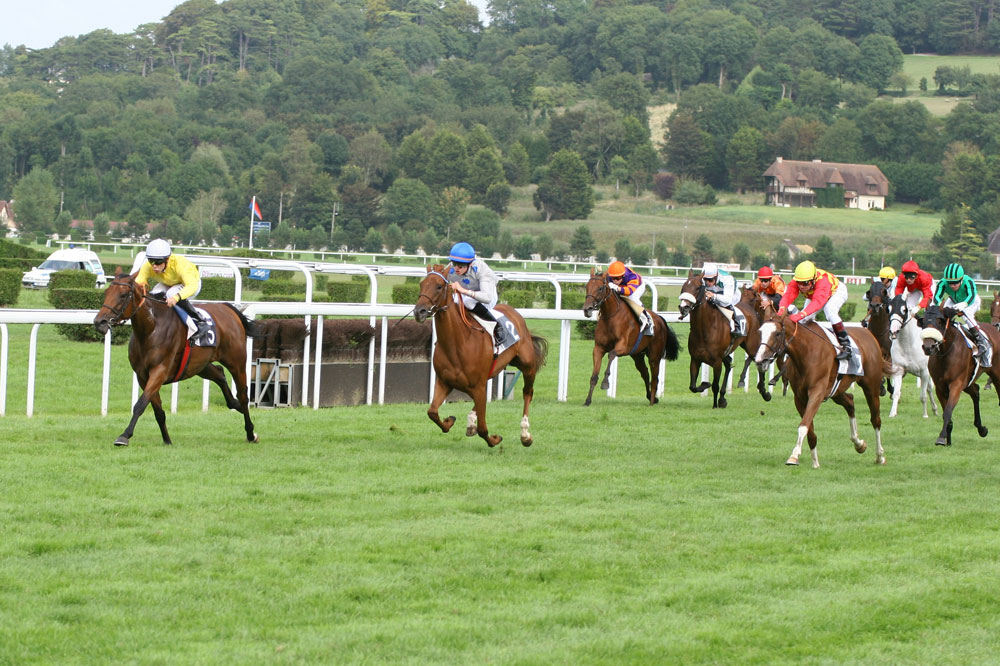
L'hippodrome de Deauville-Clairefontaine.

### Limites et divisions administratives
Le pays d'Auge est délimité par le bassin de la Dives à l'ouest, la Côte Fleurie au nord, les collines d'Argentan avec la faille du Merlerault au sud et par une frontière culturelle à l'est contrastant avec le pays d'Ouche. La limite géographique orientale peut toutefois s'identifier hydrographiquement du sud-est vers le nord-est par la rivière de la Guiel se concluant à Montreuil-l'Argillé, la frontière remonte alors sur le bassin de l'Orbiquet puis la Calonne et continuant à travers les terres jusqu'à l'embouchure de la Seine.
Le pays d'Auge se divise en Haut-pays d'Auge pour la partie sud (Orne, Livarot et Orbec) et Bas-pays d'Auge pour la partie septentrionale. 
Le pays d'Auge comprend les anciens cantons de : Blangy-le-Château, Cabourg, Cambremer, Cormeilles pour partie (vallée de la Calonne), Dozulé, Exmes, Gacé, Honfleur, Lisieux, Livarot, Mézidon, Orbec, Pont-l'Évêque, Saint-Pierre-sur-Dives, Troarn, Trouville-sur-Mer, Thiberville et Broglie pour partie, Trun et Vimoutiers.
De nos jours, le Calvados, l'Orne et l'Eure faisant partie de la région Normandie, il s'y trouve donc inclus.
On retrouve son nom dans quatre communautés de communes : Normandie-Cabourg-Pays d'Auge, Vallées d'Auge et du Merlerault, Terre d'Auge et Lieuvin Pays d'Auge.

### Description physique

Carte géologique simplifiée du NO de la France.

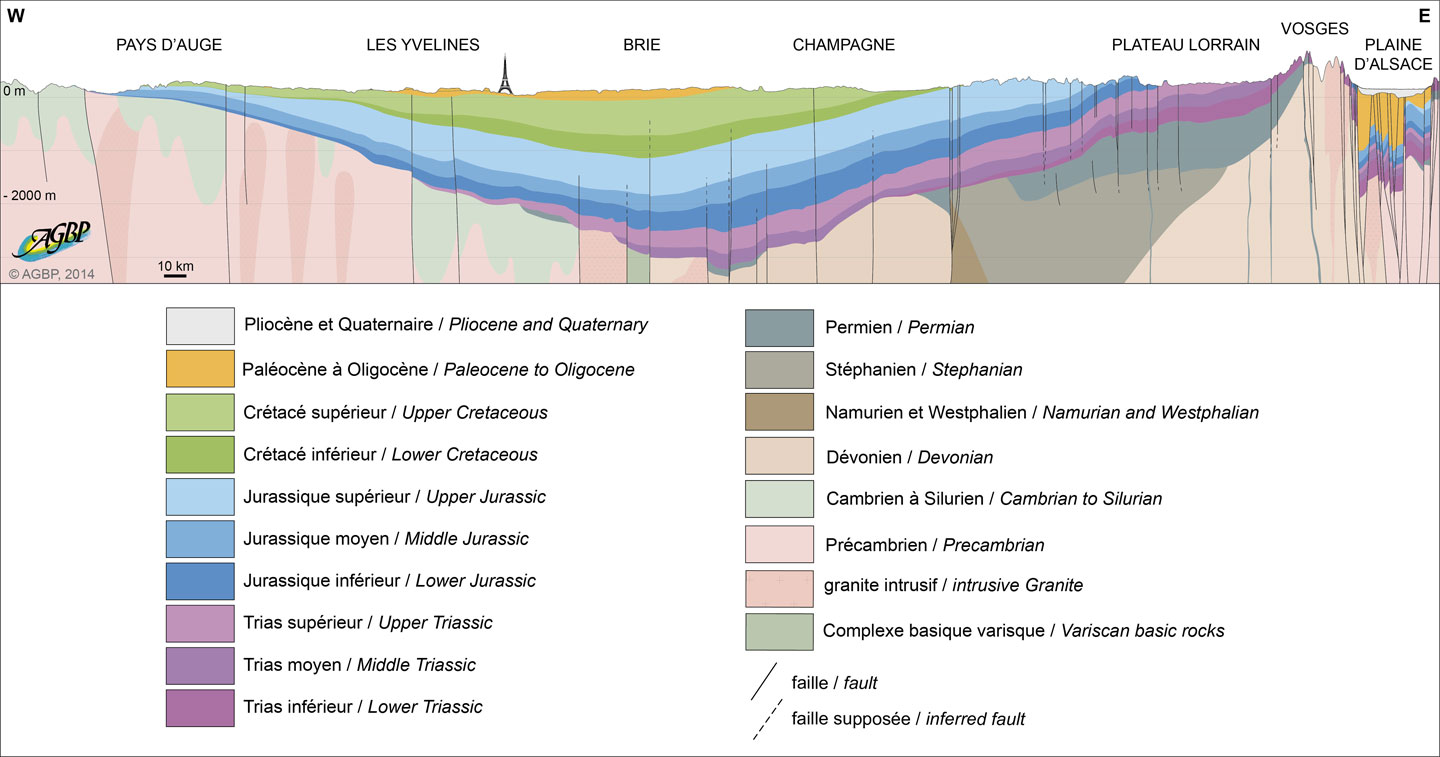
Extrait de la coupe géologique détaillée montrant la couverture sédimentaire du Bassin parisien (en violet : Trias ; en bleu : Jurassique, en vert : Crétacé, en orange : Tertiaire). Le pays d'Auge est à l'ouest.

Formé d'un plateau tabulaire, le Pays d'Auge constitue la terminaison occidentale normande du Bassin parisien. Il s'achève en falaises plus ou moins puissantes selon que les constituent les argiles ou les calcaires, bordant la Côte Fleurie et la Côte de Grâce avec leurs stations balnéaires célèbres. Il est constitué d’une puissante assise de formation argileuse constitué à l’ère secondaire (-251 à -65 MA) recouverte par des calcaires cénomanien du Crétacé (-145 à -65 MA).
Le littoral est bordé de falaises d'élévation moyenne (moins de 50 m de hauteur) entrecoupées de vallées aux larges estuaires : embouchure de la Touques, embouchure de la Dives. Ces falaises sont sujettes à une forte érosion qui fragilise les constructions directement situées sur le littoral, notamment entre Cricquebœuf et Trouville-sur-Mer. Les plages sont recouvertes de sable fin, précédé d'un cordon de dunes au niveau des estuaires. L'estuaire de la Touques était constitué de marais, dont la plus grande partie a été asséchée. Cependant, les marais de la Touques sont encore présents sur une vaste superficie de 1 500 hectares, entre la commune de Saint-Arnoult et celle de Pont-l'Évêque. Le site des marais est un atout majeur pour la biodiversité et notamment l'avifaune avec plus de 220 espèces déjà recensées. Ces marais ont une valeur paysagère et naturelle d'ordre départemental, national et même européen.
L'histoire géologique a composé un paysage de collines qui fait contraste avec les plaines du Roumois et la campagne de Caen avoisinantes. De même, le paysage a été aménagé à une époque ancienne en bocage composé de haies d'arbres ou de buissons autour d'herbages humides.
Le climat de type océanique assure une répartition assez égale des pluies tout au long de l'année. Les températures sont modérées par l'influence du Gulf Stream. Il s'avère donc favorable au maintien de prés et de prairies qui permettent d'alimenter un élevage bovin et équin abondant.
En revanche, la culture des céréales y est encore peu répandue, bien qu'on y cultive de plus en plus de maïs pour nourrir le bétail en hiver et que la tendance à un retour aux cultures s'affirme de manière croissante. C'est en partie lié à la crise que connaît l'élevage bovin.
Ce pays était jadis couvert de forêts, dont il ne reste plus que quelques espaces boisés (forêt de Saint-Gatien, forêt de Gouffern, etc.) et de nombreux bois qui couronnent souvent le sommet des collines. L'exploitation du bois motivée par l'importance des chantiers navals et l'architecture traditionnelle à pans de bois explique partiellement ces déboisements.

### Occupation du sol
L'habitat traditionnel du pays d'Auge est de type dispersé, de sorte que l'on y dénombre une grande quantité de hameaux et de lieux-dits. De manière historique, il n'existe pas de grande ville capable de rivaliser avec celles d'autres pays de Normandie.
Lisieux est la principale ville du pays d'Auge. Située en son centre, et peuplée d'un peu plus de 20 000 habitants, elle connaît également une vocation touristique et est un lieu de pèlerinage grâce à sa basilique Sainte-Thérèse de Lisieux.
Plusieurs de ses villes, Lisieux ou Orbec, de ses ports, Honfleur ou Trouville-sur-Mer, de ses stations balnéaires, Cabourg, Deauville, Houlgate ou Villers-sur-Mer et de ses villages ou villes, Camembert ou Pont-l'Évêque ont une renommée nationale et même internationale.

## Économie et tourisme

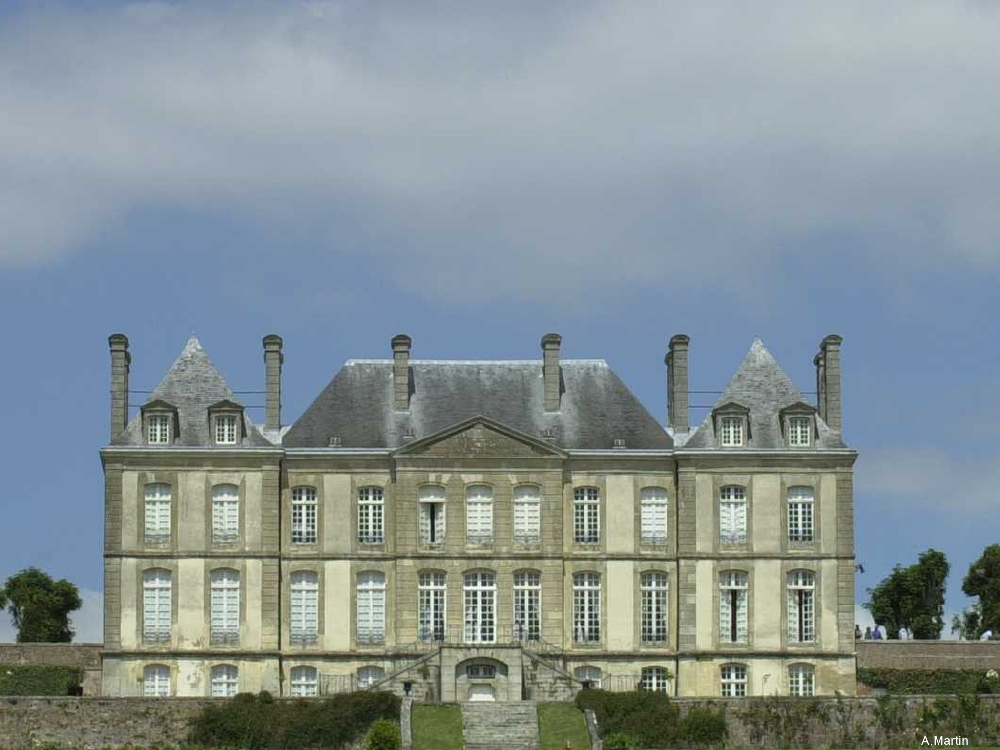
Le haras national du Pin.

C'est le pays du cheval et des haras (encore plus manifeste dans le pays d'Auge ornais, cf. haras national du Pin). Un tiers environ des chevaux de course français y serait élevé. C'est aussi un des rares pays français (hors Île-de-France) à disposer de quelques hippodromes tels que ceux de Deauville ou d'Argentan.
Mais c'est aussi le berceau des fromages normands : camembert, livarot ou encore pont-l'évêque, fromages originaires des villages et villes éponymes. La gastronomie augeronne est également représentée par les alcools de Normandie spécifiques au pays : calvados, cidre, pommeau, etc. La production cidricole du pays d'Auge est principalement représentée dans les cantons de Cambremer, de Saint-Pierre-sur-Dives, de Livarot et de Vimoutiers, bien que l'on trouve une multitude de producteurs éparpillés sur tout le territoire. Elle bénéficie de diverses appellations permettant la traçabilité de la production : AOC calvados pays d'Auge, AOP cidre pays d'Auge.
C'est un pays fortement dédié au tourisme vert et au tourisme balnéaire. En effet, du fait de la proximité avec Paris, un nombre notable de Parisiens possède une résidence secondaire dans le pays d'Auge. Il a été de plus (comme le reste de la Basse-Normandie) le théâtre de la bataille de Normandie vers la poche de Falaise.

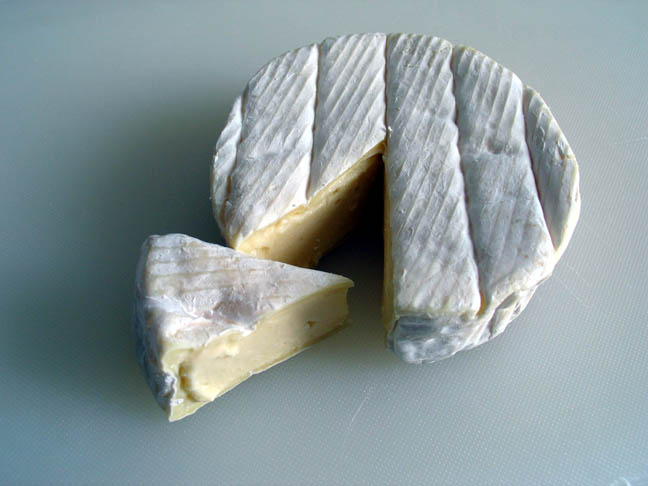
Camembert de Normandie.
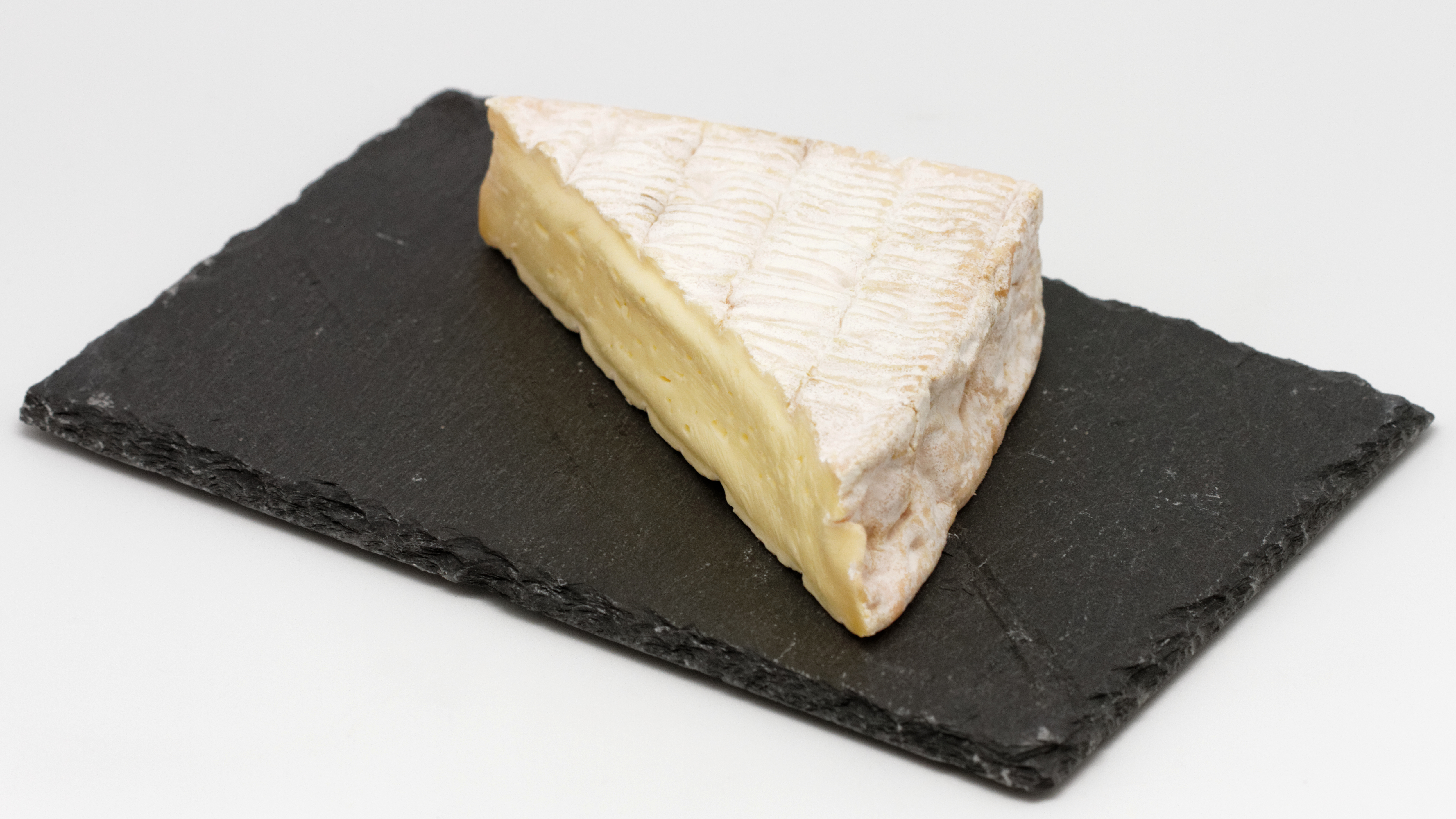
Pont-l'évêque.
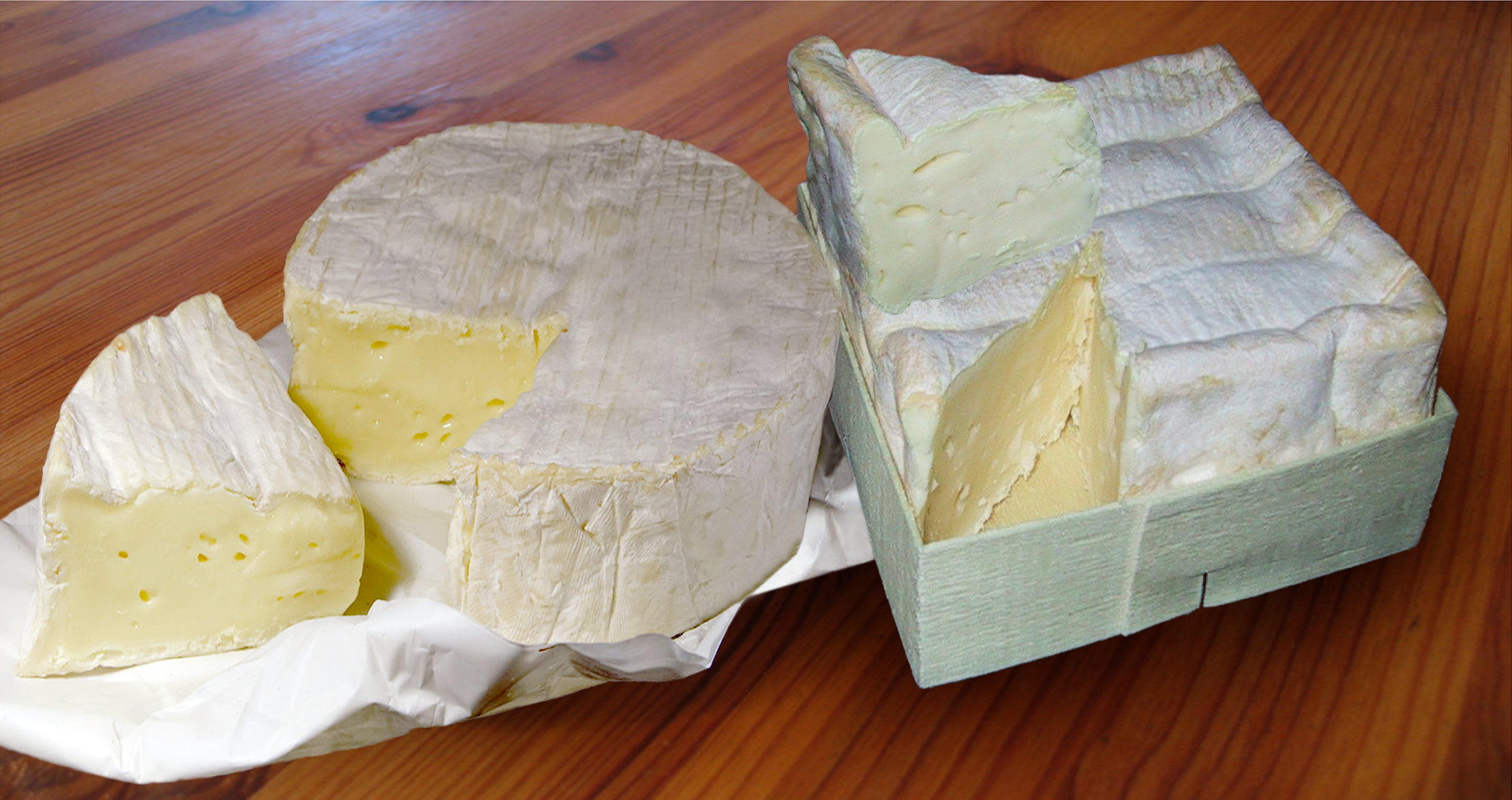
Camembert et petit pont-l'évêque.
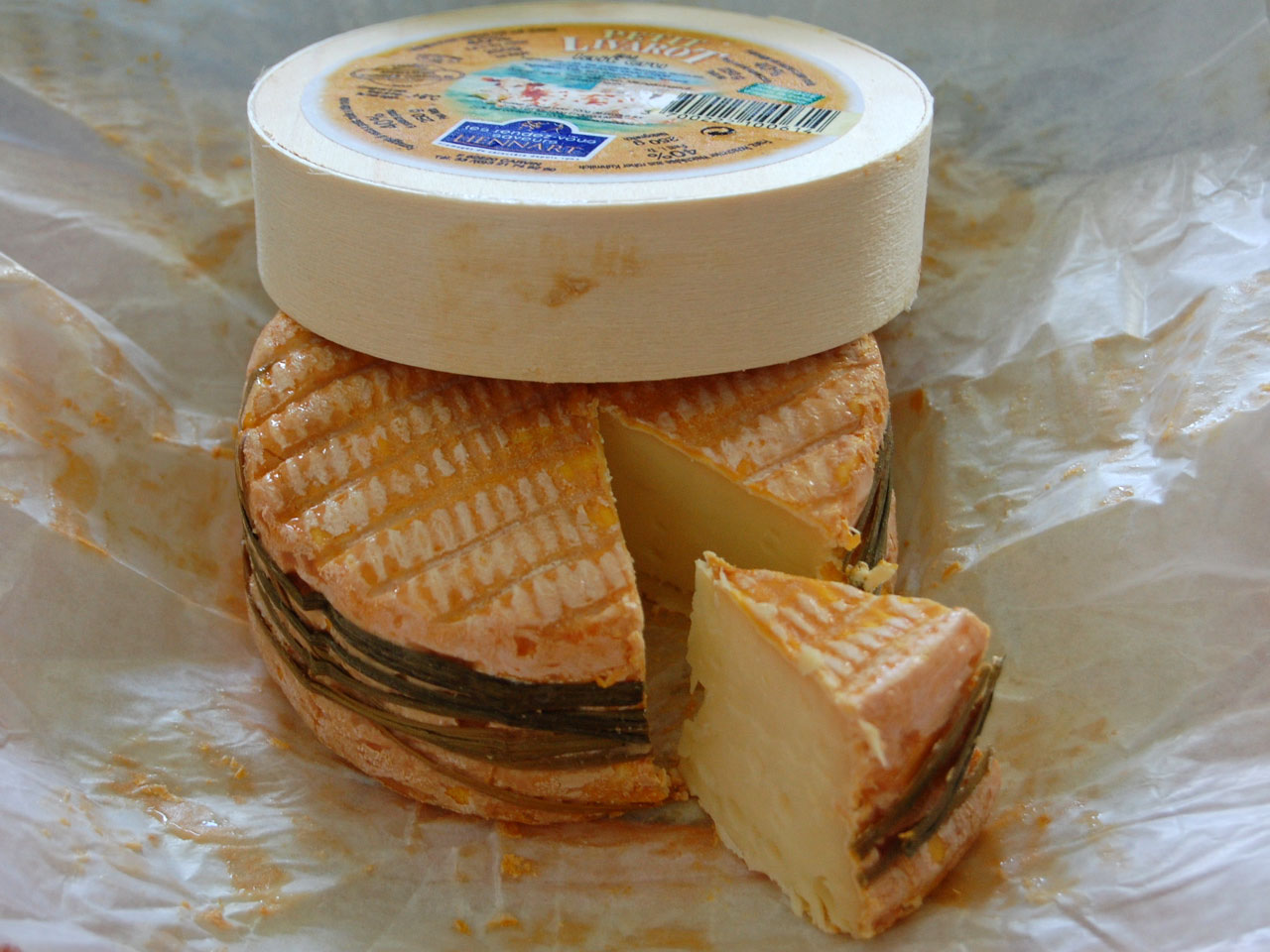
Petit livarot.

Plusieurs sites ont un intérêt touristique :
- Lisieux, capitale du Pays d'Auge, avec notamment la maison d'enfance de Sainte-Thérèse, la maison des Buissonnets, aujourd'hui transformée en musée. Outre la cathédrale Saint-Pierre, abritant le tombeau de l'évêque Pierre Cauchon (ayant condamné à mort Jeanne d'Arc), la ville renferme la célèbre basilique Sainte-Thérèse de style Art déco. Enfin, on y trouve aussi le Carmel, lieu contenant le tombeau de la sainte.
- Honfleur, la cité des peintres, avec son Vieux-Bassin jouxtant la lieutenance, unique vestige du rempart médiéval de la ville et ayant inspiré de nombreux peintres impressionnistes. Outre le musée Eugène-Boudin, un des précurseurs de l'impressionnisme, les touristes peuvent également profiter des maisons Satie, lieu de naissance du célèbre compositeur, et gravir le mont Joli offrant un panorama sur la ville et le pont de Normandie. L'église Sainte-Catherine, dont la nef est séparée du clocher, est pratiquement entièrement construite en bois.
- Deauville, station balnéaire qui possède une digue. Un casino, l'hôtel Le Normandy, l'hôtel Royal ainsi que de nombreuses villas de la Belle Époque, à l'instar de la villa Strassburger constituent une importante offre touristique. Les « Planches », en bord de mer, sont un lieu renommé. Les « bains pompéiens » et des cabines de style Art déco complètent l'attrait.
- D'autres stations balnéaires dans le pays d'Auge : Trouville-sur-Mer, Cabourg…
- Blangy-le-Château et Beuvron-en-Auge, classés parmi les Plus Beaux Villages de France.
- Le château de Boutemont et ses jardins.
- Le haras national du Pin.
- Les falaises des Vaches Noires, sur la Côte Fleurie.

## Histoire
Sous l'Ancien Régime, avant le découpage de la France en départements à la Révolution française, le pays d'Auge était localisé dans la partie réputée haut normande de la province de Normandie, délimitée alors à l'ouest par la Dives.
L'Auge était alors le siège d'une vicomté ; l'un des vicomtes fut le cardinal Richard Olivier de Longueil († 1470).
Le pays d'Auge s'est aussi agrandi depuis le XVIIIe siècle (carte jointe de 1716), annexant une partie du Lieuvin (dont Orbec, Lisieux et Cormeilles), pour former aujourd'hui la région archétype de la Normandie décrite dans cet article.
C'est dans le sud du pays d'Auge que la bataille de Normandie prit fin, en août 1944. Le dernier épisode de cette bataille fut en effet celui de la poche de Falaise (ou poche de Chambois-Mont-Ormel). Le mémorial de Coudehard-Montormel, dans l'Orne, est dédié à cette bataille.
Le pays d'Auge est classé Pays d'Art et d'Histoire.
Dans le Pays d'Auge comme dans le département de l'Eure qui lui est voisin subsiste la tradition des confréries de charité.